# Refusenik
Refusenik (von englisch to refuse, „ablehnen“) oder Otkasnik (russisch отказник, von отказывать, d. h. „ablehnen“, hebräisch מסורבי mesorav) war ein inoffizieller sowjetischer Ausdruck für Personen, typischerweise sowjetische Juden, denen die Möglichkeit einer Emigration verweigert wurde. Ihre Zahl wurde zwischen 1967 und 1970 auf etwa 200.000 Personen geschätzt.
Im gegenwärtigen Diskurs findet der Begriff Refuznik meist im Zusammenhang mit Israel Verwendung. Dort bezeichnet er Personen, die Militärdienst in der Armee (IDF) entweder ganz verweigern oder Dienst in den von Israel seit 1967 besetzt gehaltenen Gebieten im Westjordanland bzw. im Gazastreifen verweigern.

## In der Sowjetunion
Die Bewegung der Refusenik begann Ende der 1960er Jahre den Wunsch zu äußern, die Sowjetunion zu verlassen. 1970 erreichte sie den Höhepunkt, als das sowjetische Regime eine Gruppe von Juden wegen des Vorwurfs einer angeblich versuchten Flugzeugentführung festnehmen ließ. Den Dissidenten wurde der Vorwurf gemacht, sie hätten eine Maschine ins Ausland umleiten wollen. Es ergingen zwei Todesurteile und mehrere lange Gefängnisstrafen. Im Februar 1971 fand als Protest dagegen in Brüssel eine internationale Konferenz mit 700 Teilnehmern aus etwa 40 Ländern statt. Dabei wurde der Slogan „Let Our People Go!“ formuliert und das sogenannte Rückkehrrecht nach Eretz Israel eingefordert. Die Sowjetunion ließ auf Druck von Außen 1971 schließlich 13.000 Juden mit Vergabe von Ausreisevisa ausreisen. 32.000 folgten ihnen 1972 und 33.000 waren es im Jahr 1973. Ausreisenden Familien wurden die Kosten ihrer Ausbildung in der Sowjetunion verrechnet. Die USA übten mit dem Jackson-Vanik Amendment zum U.S. Trade Act von 1974 Druck auf die Sowjetunion aus. Ein bekannter Refusenik war der spätere israelische Politiker Natan Scharanski.

## In Israel
Susan Sontag bezeichnete in Refusenik!: Israel’s Soldiers of Conscience die Wehrdienstverweigerer der israelischen Armee als Refuseniks. Die erste solche Bewegung gab es, als sich am 28. April 1970 während des sogenannten Abnutzungskriegs mit Ägypten 56 Gymnasiasten, die kurz vor der Einberufung standen, in einem Brief an die Regierung von Golda Meir kritisch zum Militärdienst äußerten. Die Gymnasiasten protestierten damit gegen deren Weigerung, auf Verhandlungsangebote einzugehen, die Nahum Goldmann (WJC) und Gamal Abdel Nasser angebahnt hatten. Unter den Unterzeichnern befand sich Shmouel Chem-Tov der Sohn von Victor Chem-Tov, einem Minister der Partei Mapam. Der Brief wurde in Haaretz veröffentlicht. Die meisten der Unterzeichner leisteten einige Monate später jedoch den Dienst, einige an der ägyptischen Front. 
Seitdem gab es zahlreiche Initiativen dieser Art. Beispielsweise wurde in Folge des Libanonkriegs der 1980er Jahre die Gruppe Jesch Gvul gegründet. Am 19. August 2001 kündigten 62 Gymnasiasten der Gruppe Schministim (dt. etwa Die vom 12. Schuljahr) in einem Brief an Ariel Scharon Dienstverweigerung an. Der Name der Gruppe war ein Verweis auf eine ähnliche Organisation in den 1970er Jahren. Die Öffentlichkeit reagierte ablehnend auf ihr Anliegen. Einige der Schüler verbrachten die ganzen für den Militärdienst vorgesehenen drei Jahre im Gefängnis. Andere Mitglieder der Gruppe erhielten in Einzeleinheiten abzusitzende Gefängnisstrafen von 133 bis 160 Tagen.
Die Gruppe Ometz LeSarev (deutsch Der Mut, sich zu weigern) bildeten 52 Offiziere und Unteroffiziere, die im Januar 2002 erklärten, nicht mehr zum Dienst in den besetzten Gebieten bereit zu sein. Sie konnten in den folgenden zwölf Monaten rund 1000 Nachahmer finden. Dem Aufruf schlossen sich im September 2003, am Vorabend zu Rosch ha-Schana, in einem Offenen Brief an General Dan Chalutz zum ersten Mal in der Geschichte der Luftwaffe 27 Militärpiloten an, darunter der Brigadier General Yiftah Spector. Die Piloten protestierten, nachdem sie im Juli 2002 eine Bombe von einer Tonne auf das Haus von Salah Shehada mit 14 zivilen Kollateraltoten hatten abwerfen müssen. Sie bezeichneten die Einsätze als „illegal und unmoralisch“. Vier ehemalige Kommandanten des Schabak unterstützten diese Kritik und sagten Jedi’ot Acharonot, die Forderung nach einem „Großisrael“ müsse aufgegeben werden, um eine Katastrophe zu verhindern. Sie bemängelten die fehlende Empathie mit „dem anderen Volk und seinem Leiden“. Sie sagten der Zeitung weiter, „wir verhalten uns auf beschämende Weise. Wir demütigen die Palästinenser. Keiner von uns wäre bereit, das zu ertragen.“
Drei Monate später veröffentlichten 13 Reserveoffiziere der Spezialeinheit Sayeret Matkal eine Erklärung zuhanden vom Ariel Scharon, in der sie bekannt gaben, dass sie sich weigerten, „an dem in den [besetzten] Gebieten errichteten Unterdrückungsregime“ teilzunehmen. Sie äußerten zudem ihre Besorgnis über die Zukunft von Israel „als demokratischen, zionistischen und jüdischen Staat.“ Die Offiziere führten in ihrer Begründung weiter aus:
„Wir sind nicht mehr bereit, der Erweiterung der Siedlungen als Schutzschild zu dienen. Wir weigern uns, uns mit einer Besatzungsarmee moralisch zu kompromittieren. Wir werden nicht mehr schweigen.“
Der Brigadier General Spector gab jedoch später an, er habe die Erklärung, keine zivilen Ziele (mit)angreifen zu wollen, zuvor nicht gründlich gelesen. Die Öffentlichkeit reagiert in weiten Teilen durchaus mit Verständnis, wenn Reservisten das Argument ihrer großen Diensterfahrung vorbringen können. Die Justizreform von 2023 durch das Kabinett Netanjahu VI brachte einen neuen Anstieg der Dienstverweigerung unter Schülern mit bevorstehendem Militärdienst und unter den Reservisten. Gerichtlich anerkannte Refuznik sind persönlichen Anfeindungen ausgesetzt.
Im Langzeitkrieg in Israel und Gaza seit 2023 gaben im Oktober 2024 in einem Offenen Brief 130 aktive Armeeangehörige und Reservisten bekannt, nicht mehr dienen zu wollen, weil von der Regierung keine wirkungsvollen Schritte zur Befreiung der Geiseln im Gazastreifen unternommen worden seien. Der französische Politologe Samy Cohen betont eine wesentliche Unterscheidung zu anderen Refuznik, die sich immer auf die Ethik berufen haben. Andere Refuznik begründen ihre Haltung weiterhin primär mit ihren moralischen, sicherheitspolitischen und ethischen Vorbehalten gegen den Krieg.

## Film
Unter der Regie von Laura Bialis wurde 2007 ein US-amerikanischer Dokumentarfilm unter dem Titel Refusenik über die Bemühungen und Schwierigkeiten der Emigration sowjetischer Juden gedreht.